# Glaucocharis classeyi
Glaucocharis classeyi là một loài bướm đêm trong họ Crambidae.